# Espolla

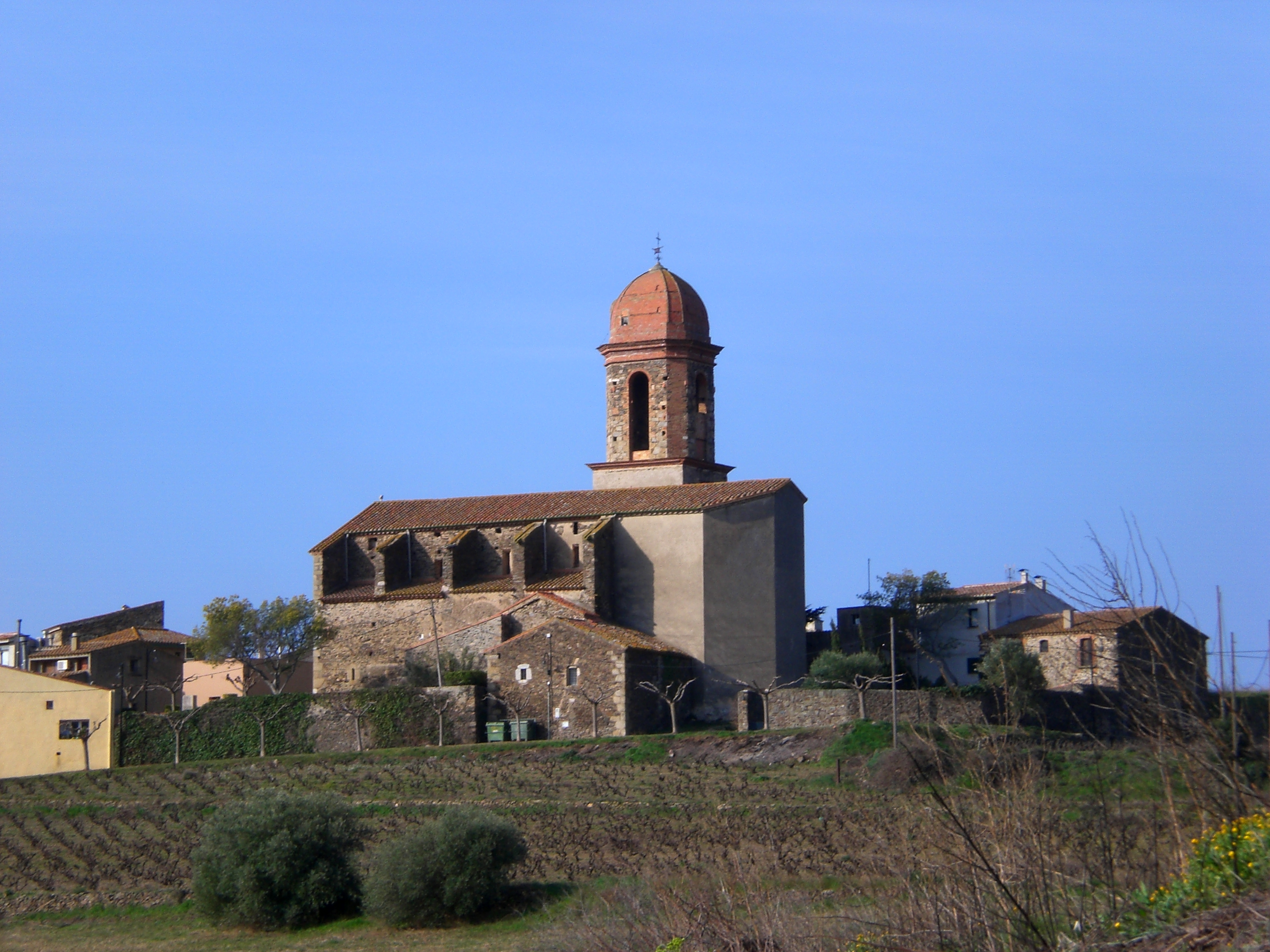
Kerk van Espolla

Espolla is een gemeente in de Spaanse provincie Girona in de regio Catalonië met een oppervlakte van 44 km². Espolla telt 421 inwoners (1 januari 2016).

## Demografische ontwikkeling
Bron: INE, 1857-2011: volkstellingen
Opm.: In 1857 werd de gemeente Bausitges aangehecht